# Guardiola (planta)
Guardiola es un género de plantas con flores de la familia  Asteraceae.  Comprende 17 especies descritas y de estas, solo 14  aceptadas.

## Taxonomía
El género fue descrito por Cerv. ex Bonpl. y publicado en Plantae Aequinoctiales 1(6): 143–146, pl. 41. 1808[1807]. La especie tipo es: Guardiola mexicana Bonpl. 

## Especies
A continuación se brinda un listado de las especies del género Guardiola (planta) aceptadas hasta julio de 2012, ordenadas alfabéticamente. Para cada una se indica el nombre binomial seguido del autor, abreviado según las convenciones y usos.
- Guardiola angustifolia B.L.Rob.
- Guardiola arguta B.L.Rob.
- Guardiola carinata B.L.Rob.
- Guardiola mexicana Kunth
- Guardiola odontophylla B.L.Rob.
- Guardiola palmeri B.L.Rob.
- Guardiola pappifera Paul G.Wilson
- Guardiola platyphylla A.Gray
- Guardiola rosei B.L.Rob.
- Guardiola rotundiflora B.L.Rob.
- Guardiola rotundifolia B.L.Rob.
- Guardiola stenodonta S.F.Blake
- Guardiola thompsonii P.Van Faasen
- Guardiola tulocarpus A.Gray